# Jong AZ
El Jong AZ és un equip de futbol de Països Baixos que juga a l'Eerste Divisie, la segona divisió de futbol al país.

## Història
Va ser fundat l'any 2001 a la ciutat d'Alkmaar amb el nom AZ2 com el principal equip filial de l'AZ Alkmaar compost per jugadors menors de 21 anys, per la qual cosa no és elegible per a jugar a l'Eredivisie. La temporada 2006-07 va participar en la Copa dels Països Baixos per primera vegada, eliminant en la segona ronda l'ONS Sneek 2-0, en la tercera ronda eliminà per 8-1 el SC Genemuiden i fou eliminat en vuitens de final pel Roda JC Kerkrade 1-2.
El club debuta en la temporada 2017-18 a la Tweede Divisie, la tercera divisió nacional, any en què aconsegueix el campionat i ascendeix a l'Eerste Divisie per primera vegada.

## Palmarès
- Tweede Divisie: 1

2016-17
- Beloften Eredivisie: 1

2006
- Beloften Eerste Divisie: 3

2001, 2005, 2013